# Confederación Libre de Trabajadores de Mauritania
La Confederación Libre de Trabajadores de Mauritania (en francés: Confédération Libre des Travailleurs de Mauritanie) es un sindicato mauritano, vinculado al partido político Unión de Fuerzas de Progreso e integrado en la Confederación Sindical Internacional. Su sede central se encuentra en Nuakchot y su Secretario General es Samory Ould Beye.